# Михаило Голубовић (генерал)
Михаило Ст. Голубовић (Београд, 28. децембар 1889 — Лебане 14. април 1941) био је југословенски и српски официр и бригадни генерал југословенске војске.

## Биографија
Рођен је у Београду од оца Стевана и мајке Ангелине. Његова жена била је Персида Радосављевић, са којом је имао ћерку Надежду и сина Војислава.
Војну академију Универзитета одбране у Београду уписао је 1. септембра 1909. године са 17. класом питомаца, а у чин поднаредника унапређен је 1. септембра 1911. године. Као подофицир служио је до 1912. године када је унапређен у чин потпоручника. На Вишој школи Војне академије био је од 1920. до 1922. године, а завршио ју је са одличним успехом. У поступним официрским чиновима служио је до 14. априла 1941. године. Чин бригадног генерала добио је 1. децембра 1938. године.
Преминуо је у Лебанској болници од задобијених рана када је био на функцији команданта пешадијске Топличке дивизије. Сахрањен је у Лебану уз присуство преко 100.000 официра и војника коју су се ту налазили или повлачили. Након завршетка рата пренет је у Београд и сахрањен у породичној гробници на Новом гробљу у Београду без икаквих почасти или указаног војничког поштовања.

### Учешће у ратовима
Током Првог светског рата, Голубовић је рањен у борбама 1. децембра 1912. године код села Спада, на коти 550. Дана 4. августа 1914. године код Шапца и 4. септембра 1915. године код Радинаца добио је прострелне ране, као и у два маха у бојевима на Добруџи 1916. године.
Указом ФАО Бр. 97996 од 20. јула 1919. као активни пешадијски капетан I класе одликован је Карађорђевом звездом са мачевима четвртога реда за личну храброст и за заслуге у успешном и брзом формирању наше прве добровољачке дивизије у Русији и храбро предвођење добровољаца у операцијама ове дивизије у Добруџи 1916. године. За заслуге у рату 1917, 1918. и 1919. године одликован је Орденом Белог орла, а за ратне заслуге добио је Белог орла с мачевима петог реда. Голобовић је носио и бројна друга одличја Краљевине Србије и савезничких држава као и све споменице за ратове Србије од 1912. до 1918. године.
Недељник Дуга је 18. јула 1981. године забележио о Голубовићу следеће :

„… Рањен у борбама, генерал Михаило Голубовић се повлачио са својим јединицама према Лебану и умро у Лебанској болници 14. априла 1941. године. Он је био једини генерал, који је бранећи отаџбину, положио свој живот у Априлском рату… Генерал Голубовић је сахрањен 16. априла 1941. године у Лебану, уз присуство преко 100.000 официра и војника, који су се ту налазили или повлачили. Касније, после завршеног рата, пренет је у Београд и сахрањен у породичној гробници на Новом гробљу, без икаквих почасти или указаног војничког поштовања.“'